# Резолюція Генеральної Асамблеї ООН 1 (I)
Резолю́ція Генера́льної Асамбле́ї ООН 1 (I) «Заснува́ння Комі́сії для ро́згляду пробле́м, що ви́никли у зв'язку́ з відкриття́м я́дерної ене́ргії» — резолюція, якою створено Комісію ООН з ядерної енергії, покликаної надати пропозиції щодо: міждержавного обміну науковою інформацією в мирних цілях; регулювання питань, пов'язаних з мирним використанням ядерної енергії; знищення ядерної зброї та зброї масового ураження; запровадження заходів безпеки. Документ ухвалений 24 січня 1946 року одностайно 47 голосами під час 17-го пленарного засідання 1-ї сесії Генеральної Асамблеї Організації Об'єднаних Націй.

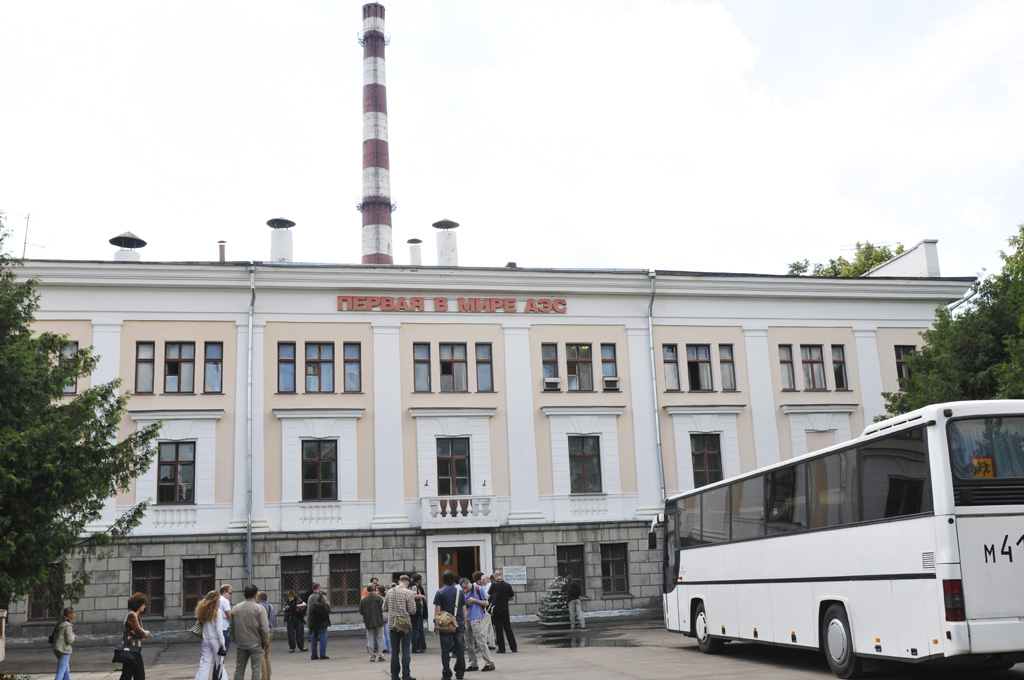
Будівля першої у світі атомної електростанції потужністю 5 МВт (1954 – 2002) у місті Обнінськ у 2009